# Ulitzka-Landspitze
Die Ulitzka-Landspitze ist eine Landspitze an der Oates-Küste des ostantarktischen Viktorialands. In den Kavrayskiy Hills markiert sie die östliche Begrenzung der Einmündung eines unbenannten Gletschers in die Ostflanke des Rennick-Gletschers.
Wissenschaftler der deutschen Expedition GANOVEX III (1982–1983) benannten sie. Namensgeber ist der deutsche Mineraloge Stanislav Ulitzka, der an dieser Forschungsreise beteiligt war.